# BRINP3
BMP/ácido retinoico específico neural 3 inducible es una proteína que en los humanos está codificada por el gen BRINP3. 

## Función
Este gen está sobreexpresado en tumores hipofisarios pero subexpresado en carcinomas de células escamosas de la lengua, colitis ulcerosa y periimplantitis. Se ha demostrado que los polimorfismos que aumentan la expresión de este gen aumentan la inflamación vascular y se ha demostrado una asociación de este gen con el infarto de miocardio. Finalmente, la hipermetilación de este gen puede resultar útil como biomarcador del cáncer gástrico. Se han encontrado dos variantes de transcripción que codifican diferentes isoformas para este gen. [proporcionado por RefSeq, noviembre de 2015].

## Otras lecturas
- Shorts-Cary L, Xu M, Ertel J, Kleinschmidt-Demasters BK, Lillehei K, Matsuoka I, Nielsen-Preiss S, Wierman ME (March 2007). «Bone morphogenetic protein and retinoic acid-inducible neural specific protein-3 is expressed in gonadotrope cell pituitary adenomas and induces proliferation, migration, and invasion». Endocrinology 148 (3): 967-75. PMID 17138656. doi:10.1210/en.2006-0905.
- Vasan RS, Larson MG, Aragam J, Wang TJ, Mitchell GF, Kathiresan S, Newton-Cheh C, Vita JA, Keyes MJ, O'Donnell CJ, Levy D, Benjamin EJ (September 2007). «Genome-wide association of echocardiographic dimensions, brachial artery endothelial function and treadmill exercise responses in the Framingham Heart Study». BMC Med. Genet. 8 (Suppl 1): S2. PMC 1995617. PMID 17903301. doi:10.1186/1471-2350-8-S1-S2.
- Connelly JJ, Shah SH, Doss JF, Gadson S, Nelson S, Crosslin DR, Hale AB, Lou X, Wang T, Haynes C, Seo D, Crossman DC, Mooser V, Granger CB, Jones CJ, Kraus WE, Hauser ER, Gregory SG (April 2008). «Genetic and functional association of FAM5C with myocardial infarction». BMC Med. Genet. 9: 33. PMC 2383879. PMID 18430236. doi:10.1186/1471-2350-9-33.
- Connelly JJ, Shah SH, Doss JF, Gadson S, Nelson S, Crosslin DR, Hale AB, Lou X, Wang T, Haynes C, Seo D, Crossman DC, Mooser V, Granger CB, Jones CJ, Kraus WE, Hauser ER, Gregory SG (April 2008). «Genetic and functional association of FAM5C with myocardial infarction». BMC Med. Genet. 9: 33. PMC 2383879. PMID 18430236. doi:10.1186/1471-2350-9-33.
- Kuroiwa T, Yamamoto N, Onda T, Shibahara T (November 2009). «Expression of the FAM5C in tongue squamous cell carcinoma». Oncol. Rep. 22 (5): 1005-11. PMID 19787213. doi:10.3892/or_00000528.
- Rose JE, Behm FM, Drgon T, Johnson C, Uhl GR (2010). «Personalized smoking cessation: interactions between nicotine dose, dependence and quit-success genotype score». Mol. Med. 16 (7–8): 247-53. PMC 2896464. PMID 20379614. doi:10.2119/molmed.2009.00159.
- Carvalho FM, Tinoco EM, Deeley K, Duarte PM, Faveri M, Marques MR, Mendonça AC, Wang X, Cuenco K, Menezes R, Garlet GP, Vieira AR (April 2010). «FAM5C contributes to aggressive periodontitis». PLOS ONE 5 (4): e10053. Bibcode:2010PLoSO...510053C. PMC 2850931. PMID 20383335. doi:10.1371/journal.pone.0010053.
- Carvalho FM, Tinoco EM, Deeley K, Duarte PM, Faveri M, Marques MR, Mendonça AC, Wang X, Cuenco K, Menezes R, Garlet GP, Vieira AR (April 2010). «FAM5C contributes to aggressive periodontitis». PLOS ONE 5 (4): e10053. Bibcode:2010PLoSO...510053C. PMC 2850931. PMID 20383335. doi:10.1371/journal.pone.0010053.
- Cline JL, Beckie TM (April 2013). «The relationships between FAM5C SNP (rs10920501) variability and metabolic syndrome and inflammation in women with coronary heart disease». Biol Res Nurs 15 (2): 160-6. PMC 4108984. PMID 22013132. doi:10.1177/1099800411424487.

- Datos: Q18055314